# Marcel Achard
Marcel Achard, pseudonimo di Marcel Augustin Ferréol (Sainte-Foy-lès-Lyon, 5 luglio 1899 – Parigi, 4 settembre 1974), è stato uno scrittore e drammaturgo francese.
Scrisse opere drammatiche brillanti e fantasiose. Occasionalmente, si dedicò anche al cinema, come scrittore di sceneggiature e come regista.

## Biografia
Adottò il suo pseudonimo all'inizio della sua carriera di scrittore, che cominciò subito dopo la prima guerra mondiale.
Il suo primo successo arrivò nel 1923 con il rinomato attore e regista Charles Dullin, il quale mise in scena Voulez-vous jouer avec moâ?, commedia delicata e sensibile sul circo e sui pagliacci. Questo testo teatrale introdusse uno schema valido anche per le altre sue opere, molte delle quali possono essere considerate una rielaborazione per il XX secolo dei tipici personaggi e delle situazioni della tradizionale Commedia dell'arte italiana. I personaggi di Pierrot e Colombina sono trasportati in ambientazioni odierne e inserite in una trama amorosa occasionalmente melensa o nostalgica con dosi identiche di riso, dolore e rimorso.
Queste tematiche vennero sviluppate in due dei suoi testi più popolari del tempo: Jean de la Lune (1929) e Domino (1932). Jean mostra come l'incrollabile fiducia di Jef, fedele prototipo di Pierrot, trasforma la sua moglie scandalosamente adultera nell'immagine idealizzata che egli ha di lei, mentre Domino presenta un'altra moglie infedele che paga un gigolo affinché finga di corteggiarla in modo da distrarre il marito dal suo vero amante, ma il gigolo riesce talmente bene a entrare nella parte che la donna finisce per innamorarsi per davvero di questa identità fittizia.
La caratteristica distintiva dei testi di Achard è il loro umore onirico di malinconia sentimentale, sottolineato dai loro stessi titoli, tratti perlopiù da agrodolci canzoni popolari di quel tempo. Marlborough s'en va-t-en guerre (1924), Noix de coco (1935), Auprès de ma blonde e Savez-vous planter les choux? (1946) e Nous irons à Valparaíso (1948) sono alcuni tra gli esempi di questo stile.
I più grandi successi di Achard furono nel periodo tra le due guerre mondiali, quando i critici contemporanei lo paragonarono ad alcuni dei più rinomati fra i suoi predecessori in Francia: Pierre de Marivaux e Alfred de Musset. Gli esperti del dopoguerra non furono altrettanto generosi, facendo notare la gamma alquanto ridotta di psicologie umane da lui rappresentate e definendolo uno «spécialiste de l'amour» («specialista dell'amore») per via del carattere sdolcinato della sua immaginazione poetica.
Ovviamente i critici si concentrarono sui suoi testi più popolari, trascurando il fatto che la ragione per cui Achard continuava a scrivere era perché essi incontravano un successo costante. I suoi lavori meno conosciuti, tuttavia, presentano tecniche innovative e temi originali. La Belle Marinière (1929) possiede ancora elementi di dialogo eccessivamente poetico, ma in generale è un testo teatrale realistico, il quale presenta un triangolo amoroso che coinvolge un barcaiolo, sua moglie e il suo migliore amico. Allo stesso modo, La femme en blanc (1933) utilizza la tecnica, all'epoca nuova, di rappresentare per il pubblico gli eventi mentre vengono descritti dai personaggi del dramma. Le corsaire (1938) usa la tecnica del «dramma-nel-dramma» della quale Luigi Pirandello fu un pioniere, mostrando attori cinematografici che, mentre rappresentano la vita di un antico pirata, si ritrovano invischiati in un'infinita spirale di somiglianze. Nello stesso anno scrisse Adam, il suo testo più controverso, che mostra la vita di un omosessuale. Al tempo fece scandalo, ma tre decenni dopo, nella cultura radicalizzata dei tardi anni sessanta, venne giudicata blanda e al di sotto dello standard letterario di Achard.
Dopo la seconda guerra mondiale, nonostante le critiche, la produzione letteraria di Achard continuò imperterrita. Tra i suoi successivi testi teatrali di successo vi furono Les compagnons de la Marjolaine (1952) e Le mal d'amour (1955). Tuttavia, la maggior popolarità venne acquisita con una commedia del 1957 con un personaggio irascibile ed irritabile soprannominato Patate e un mistero comico del 1962, L'idiote, meglio conosciuto negli Stati Uniti d'America per essere alla base del film Uno sparo nel buio.
Alla sua morte preferì essere sepolto nella tranquillità del cimitero di un paesino in riva alla Loira.

## Achard a Broadway
Quattro opere di Achard hanno avuto anche rappresentazioni a Broadway. Domino, adattato dall'attrice e scrittrice Grace George, venne messo in scena per la prima volta al Playhouse Theatre il 16 agosto 1932 e venne tolto dal cartellone dopo sette rappresentazioni. Il ruolo principale venne rappresentato dalla star del cinema muto Rod La Rocque. Auprès de ma blonde, che fu rielaborato dal famoso sceneggiatore S. N. Behrman in I Know My Love, godette di un maggior numero di rappresentazioni: cominciarono allo Shubert Theatre il 2 novembre 1949 e si conclusero il 3 giugno 1950, per un totale di 247 performance; i protagonisti erano Alfred Lunt e Lynn Fontanne. Patate, adattato da Irwin Shaw ripeté il fiasco di Domino; la prima rappresentazione fu all'Henry Miller's Theatre il 28 ottobre 1958 e l'ultima il 1º novembre. Il personaggio eponimo era rappresentato da Tom Ewell. A Shot in the Dark vanta il maggior numero di rappresentazioni: adattato da Harry Kurnitz e diretto da Harold Clurman, raggiunse l'impressionante numero di 389 performance, cominciate al Booth Theatre il 18 ottobre 1961 e conclusesi il 22 settembre 1962. I protagonisti furono Julie Harris, Walter Matthau e William Shatner.

## Achard al cinema
I numerosi soggetti cinematografici di Achard, di solito incentrati su eventi storici relativamente recenti, comprendono Mayerling (1936), Orage (1938) e Félicie Nanteuil (1942).

## L'elezione all'Académie française
Marcel Achard fu eletto all'Académie française il 28 maggio 1959, al seggio di André Chevrillon. Quel seggio (il numero 21) era vacante da due anni. Per lo scrutinio destinato ad occuparlo, da tempo si erano fatti avanti vari candidati, tra cui Jean Guitton e Henri Bosco. La candidatura di Marcel Achard era stata avanzata solo una settimana prima, ma fu il drammaturgo a ottenere infine il seggio al terzo scrutinio. Il suo talento, la sua gaiezza, il suo brio e il suo sguardo da miope dietro un paio di grossi occhiali gli avevano fatto guadagnare 17 voti. Fu ricevuto da Marcel Pagnol il 3 dicembre 1959.

## Opere teatrali
- Voulez-vous jouer avec moâ? (1923)
- Marlborough s'en va-t-en guerre (1924)
- La femme silencieuse (1925)
- Je ne vous aime pas (1926)
- Je vous aime (1928)
- Jean de la Lune (1929)
- Domino (1932), messo in scena da Louis Jouvet
- Pétrus (1934)
- Noix de coco (1936)
- Le corsaire (1938)
- Adam (1939)
- Auprès de ma blonde (1946)
- Nous irons à Valparaíso (1947)
- Le Moulin de la Galette (1951)
- Les Compagnons de la marjolaine (1953)
- Patate (1954), messo in scena da Pierre Dux
- L'Idiote (1960), messo in scena da Annie Girardot al théâtre Antoine
- Turlututu (1962)
- Machin-Chouette (1964)
- Gugusse (1968)
- La Débauche (1973)

## Filmografia

### Sceneggiatore
- Jean de la Lune, regia di Jean Choux (1931)
- Mistigri, regia di Harry Lachman (1931)
- Une étoile disparaît, regia di Robert Villers (1932)
- La Belle Marinière, regia di Harry Lachman (1932)
- La vedova allegra (The Merry Widow), regia di Ernst Lubitsch (1934)
- La Veuve joyeuse, regia di Ernst Lubitsch (1935)
- Folies Bergère, regia di Marcel Achard e Roy Del Ruth (1935)
- Mayerling, regia di Anatole Litvak (1935)
- Il messaggio (Le Messager), regia di Raymond Rouleau (1937)
- Gribouille, regia di Marc Allégret (1937)
- Napoli terra d'amore (Naples au baiser de feu), regia di Augusto Genina (1937)
- Seduzione (The Lady in Question), regia di Charles Vidor (1940)
- Jean de la Lune, regia di Marcel Achard (1949)
- Il valzer di Parigi (La Valse de Paris), regia di Marcel Achard (1950)

### Regista
- Folies Bergère co-regia Roy Del Ruth (1935)
- Les Deux timides co-regia Yves Allégret (1943)
- Jean de la Lune (1949)
- Il valzer di Parigi (La Valse de Paris) (1950)

### Attore
- Le piace Brahms? (Goodbye Again), regia di Anatole Litvak (1961)